# Campionatul European de Scrimă din 1991
Campionatul European de Scrimă din 1991 s-a desfășurat la Viena în Austria.

## Rezultate

### Masculin
| Probă             | Aur                 | Argint                    | Bronz                                         |
| Spadă             | István Kovács (HUN) | Jean-Marc Muratorio (FRA) | Jiří Douba (TCH) · Arno Strohmeyer (AUT)      |
| Spadă pe echipe   | Germania            | Austria                   | Cehia                                         |
| Floretă           | István Busa (HUN)   | Michael Ludwig (AUT)      | Zsolt Érsek (HUN) · Bogusław Zych (POL)       |
| Floretă pe echipe | Ungaria             | Franța                    | Polonia                                       |
| Sabie             | Bence Szabó (HUN)   | Péter Abay (HUN)          | Zissis Babanassis (GRE) · György Nébald (HUN) |
| Sabie pe echipe   | Ungaria             | Franța                    | Austria                                       |

### Feminin
| Probă             | Aur                   | Argint                | Bronz                                        |
| Floretă           | Zsuzsa Jánosi (HUN)   | Ildiko Puzstasi (HUN) | Monika Weber (GER) · Lucia Traversa (ITA)    |
| Floretă pe echipe | Ungaria               | Bulgaria              | Franța                                       |
| Spadă             | Mariann Horváth (HUN) | Zsuzsanna Szőcs (HUN) | Pernette Osinga (NED) · Gyöngyi Szalay (HUN) |
| Spadă pe echipe   | Ungaria               | Austria               | Polonia                                      |

### Clasament pe medalii
| Loc   | Țară          | Aur | Argint | Bronz | Total |
| ----- | ------------- | --- | ------ | ----- | ----- |
| 1     | Ungaria       | 9   | 3      | 3     | 15    |
| 2     | Germania      | 1   | 0      | 1     | 2     |
| 3     | Austria       | 0   | 3      | 2     | 5     |
| 4     | Franța        | 0   | 3      | 1     | 4     |
| 5     | Bulgaria      | 0   | 1      | 0     | 1     |
| 6     | Polonia       | 0   | 0      | 3     | 3     |
| 7     | Cehoslovacia  | 0   | 0      | 2     | 2     |
| 8     | Italia        | 0   | 0      | 1     | 1     |
| 8     | Țările de Jos | 0   | 0      | 1     | 1     |
| 8     | Grecia        | 0   | 0      | 1     | 1     |
| Total | Total         | 10  | 10     | 15    | 35    |